# ママってきれい!?
『ママって、きれい！？』はTBS系列で1991年1月11日 - 3月22日に放送されたテレビドラマ。全10話。

## あらすじ
正月早々、離婚届を出して独身となった日向陽子。「男なんてもうこりごり」として娘の美月とつつましく生きていこう決心して引っ越し、あるマンションで新生活を始める。ところがそこの向かいには朝日進、左隣には影山肇、右隣には星野光という、わけあり風の独身男ばかりが住んでおり、なぜか陽子の生活にも干渉してくる。陽子はその男たちに反発の態度を見せるが、彼らの欠点を知って逆に興味を持ち始める。

## キャスト
- 日向陽子〈30〉：浅野温子　
イラストレーター。夫とは大恋愛の末に結婚したが、離婚。主婦業は苦手。「地球は自分中心に回っている」と思うほど自由奔放かつ自意識過剰な性格で、街で時間を尋ねられたり街頭販売で声をかけられたり、男性からちょっと声をかけられただけで「ナンパされた」と思い込んでしまうほど。
- 朝日進〈28〉：本木雅弘　
気象庁予報部勤務。“お天気お兄さん”としてテレビ出演している。几帳面な性格で「リサイクル運動友の会」の支部長をしている。
- 星野光〈22〉：的場浩司　
配送員や新聞勧誘員などいくつかの仕事をしているフリーター。話術は巧みでガールフレンドも多い。
- 影山肇：山下真司
フランス料理の一流シェフ。しかしフランスに渡っていた間に妻に駆け落ちされて逃げられ、息子の純と二人暮らし。いわゆるナイスミドルで女性からもてている。
- 日向美月〈10〉：石井梓
おませであるが自立心もあり、母の陽子よりしっかり者で、陽子の良き理解者。
- 影山純〈10〉：反田孝幸　
美月と同じ学校の同級生。母親から貯金通帳、家具と一緒に自分も連れて行かれようとされたが拒否し、父との生活を選択。
- 結城萌子：室井滋
- 影山ユリコ：風吹ジュン
- 七瀬なつみ
- 常松めぐみ

（出典：）

## スタッフ
- 脚本：山永明子、大石静
- プロデュース：八木康夫、横井直行
- 演出：吉田秋生、吉田健
- 主題歌：「Friends or Lovers」PSY・S

## サブタイトル
| 各回   | 放送日         | サブタイトル                     | 脚本     | 演出     |
| ------ | -------------- | -------------------------------- | -------- | -------- |
| 第1回  | 1991年 1月11日 | もう男はコリゴリ！               | 山永明子 | 吉田秋生 |
| 第2回  | 1月18日        | 離婚届に子供のサインいらないの？ | 山永明子 | 吉田秋生 |
| 第3回  | 1月25日        | ママをクドかないでください！     | 山永明子 | 吉田健   |
| 第4回  | 2月1日         | ドリームズ・カム・トゥルー       | 山永明子 | 吉田健   |
| 第5回  | 2月8日         | 別れてもスキな人                 | 山永明子 | 吉田秋生 |
| 第6回  | 2月22日        | 恋は雨模様                       | 大石静   | 吉田秋生 |
| 第7回  | 3月1日         | バースディ・ブギ                 | 大石静   | 吉田健   |
| 第8回  | 3月8日         | 二人だけのヒミツ                 | 山永明子 | 吉田健   |
| 第9回  | 3月15日        | 恋愛NG集                         | 山永明子 | 吉田秋生 |
| 最終回 | 3月22日        | 泣かないでママ                   | 山永明子 | 吉田秋生 |

※2月15日に放送予だった第6回は、湾岸戦争でのイラク軍のクウェート撤退に関する報道特別番組が放送されたため急遽休止、翌週2月22日に放送された